# Янков, Чавдар
Чавда́р Ки́рилов Я́нков (болг. Чавдар Кирилов Янков; род. 29 марта 1984, София, Болгария) — болгарский футболист, полузащитник. Выступал за национальную сборную Болгарии.

## Биография

### Клубная карьера
Воспитанник софийской «Славии», в команде начал заниматься в 12 лет, в 16 лет начал тренироваться в основной команде. В 17 лет дебютировал в чемпионате Болгарии, 7 сентября 2001 года в матче против софийского «Локомотива» (0:1). В «Славии» играл вместе с такими игроками как Благой Георгиев и Димитр Рангелов.
Летом 2005 года перешёл в немецкий «Ганновер 96», на правах аренды. Также мог перейти в «Лацио», «Олимпик Марсель» и «Галатасарай». Летом 2007 года был выкуплен за 1 300 000 долларов и подписал четырёхлетний контракт. Летом 2009 года был отдан в аренду «Дуйсбургу», за 100 тысяч евро.
В январе 2010 года перешёл в донецкий «Металлург», подписав контракт сроком на два с половиной года. В Премьер-лиге Украины дебютировал 27 февраля 2010 года в выездном матче против ужгородского «Закарпатья» (0:1).
В августе 2010 года был отдан в полугодичную аренду в «Ростов». В январе 2011 был повторно арендован «Ростовом». В декабре 2011 покинул команду и вернулся «Металлург». В июне 2012 года подписал годичный контракт с софийской «Славией».

### Карьера в сборной
В сборной Болгарии Янков дебютировал в 2004 году. Первый гол за сборную забил 13 октября 2004 года в матче против Мальты (4:1), на 47 минуте в ворота Джастина Хабера.

## Личная жизнь
Его отец — работал милиционером, мать также работала в госслужбе. У Чавдара есть младшая сестра.

## Достижения
- Финалист Кубка Украины (1): 2009/10